# Marcos González
Marcos González, född 9 juni 1980 i Rio de Janeiro i Brasilien av chilenska föräldrar, men flyttade hem till Chile som tvååring. År 2006 utsågs González till Columbus Crews mest värdefulla spelare.
González började sin professionella karriär i Universidad de Chile och spelade för Santiago-klubben fram till 2003. Därefter köptes chilenaren av den argentinska klubben Colón där han spelade till år 2005.
2005 flyttade González hem till Chile för att spela för Palestino, men 2006 värvade Columbus Crew chilenaren.
Han spelar nu för Club Unión Española.